# Tal'ne
Tal'ne (in ucraino Тальне?) è una città ucraina (12 839 abitanti) nel distretto di Zvenyhorodka nell'oblast' di Čerkasy. Ospita l'amministrazione della comunità territoriale di Tal'ne, una delle comunità territoriali dell'Ucraina.
Fino al 18 luglio 2020 è stata il centro amministrativo del distretto di Tal'ne, abolito come parte della riforma amministrativa dell'Ucraina, che ha ridotto a quattro il numero dei distretti dell'oblast' di Čerkasy. L'area del distretto di Tal'ne è stata fusa nel distretto di Zvenyhorodka.